# ボーフム・シュタットバーン
ボーフム・シュタットバーン（ドイツ語: Stadtbahn Bochum）は、ドイツ・ノルトライン＝ヴェストファーレン州に存在する地下鉄（シュタットバーン）。同州の公共交通事業者であるBOGESTRAによって運営される。この項目では、その中でもボーフムとヘルネを結び、他の系統と独立して運用されるU35号線を解説する。

## 歴史
1960年代後半以降、ドイツ各地の都市では路面電車を高規格化し地下鉄や都市高速鉄道へ発展させるという目標の元、地下化や専用軌道化、高架化を行うシュタットバーンの建設が進められるようになった。BOGESTRAでもボーフムを中心に路面電車が運行する都市の中心部を地下化し、最終的に従来の軌間1,000 mm（狭軌）の路面電車網を軌間1,435 mm（標準軌）の地下鉄（シュタットバーン）路線へ置き換える計画が立てられた。
1970年以降、ボーフムやゲルゼンキルヒェンで路面電車の地下化工事が進行するのと並行して標準軌のシュタットバーン路線の建設も行われ、1985年6月にボーフム - ヘルネ間のトンネルが全通した。そして1989年9月2日、最初の区間となるシュトレンケ城駅（Schloß Strünkede） - ボーフム中央駅（Bochum Hauptbahnhof）間が開通した。その後、1993年11月27日にはボーフム中央駅 - ハシュタット駅（Hustadt）の延伸が行われ、全長14.7 kmの路線が全通した。
当初はゲルゼンキルヒェンやウィッテン方面にも路線を伸ばす計画が立てられていたが、高額な建設費を始めとした多数の欠点からそれ以降の建設は行われなかった。そのため2020年現在、U35号線は他のBOGESTRAの軌道交通と直通運転を行わない独立した系統となっている。
利用客は開業以降増加の一途を辿っており、開通時（1989年）の1日利用客数は22,000人であったものが1999年には55,000人、2011年には84,000人、そして開通から30周年を迎えた2019年時点の1日の利用客数は94,000人を記録している。これはBOGESTRAが運営する公共交通機関のみならず、ドイツ各地のシュタットバーンの中でも非常に高い数値である。

## 路線
U35号線はシュトレンケ城駅（Schloß Strünkede）からドイツ鉄道や路面電車と接続するボーフム中央駅（Bochum Hauptbahnhof）を経由し、ルール大学ボーフムに近接したハシュタット駅（Hustadt）へ向かう、全長14.7 kmの軌間1,435 mmの路線である。そのうちシュトレンケ城駅からヴァルドリング駅（Waldring）までの10.5 kmは地下トンネル区間となっている。全区間の所要時間は28分である。
駅は全て高床式プラットホームで、ほとんどの箇所でエレベーターやエスカレーターなどバリアフリーに対応した設備が存在するが、ベルニングハウスシュトラーセ駅（Berninghausstraße）のみ2020年現在もバリアフリー未対応となっている。
沿線にはルール大学ボーフムやボーフム大学、ゲオルク・アグリーコラ工科大学など多数の大学機関が存在する。これらへ向かう際の利便性をより強調するため、ボーフムやヘルネの自治体からの要請を受け、2011年6月12日のダイヤ改正以降U35号線にはキャンパスリンネ（CampusLinie）と言う愛称が付けられている。

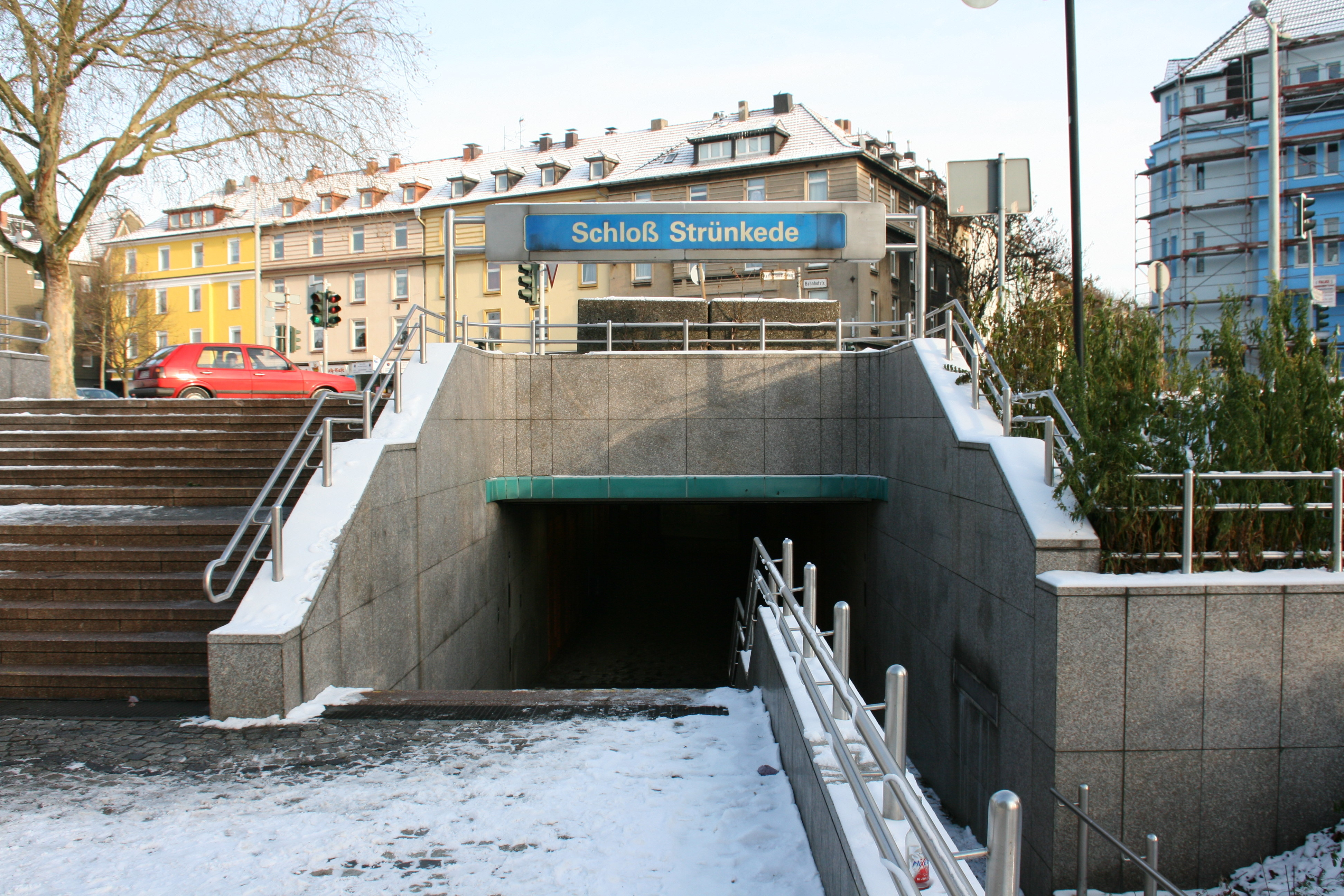
地下駅であるシュトレンケ城駅（Schloß Strünkede）の地上入り口
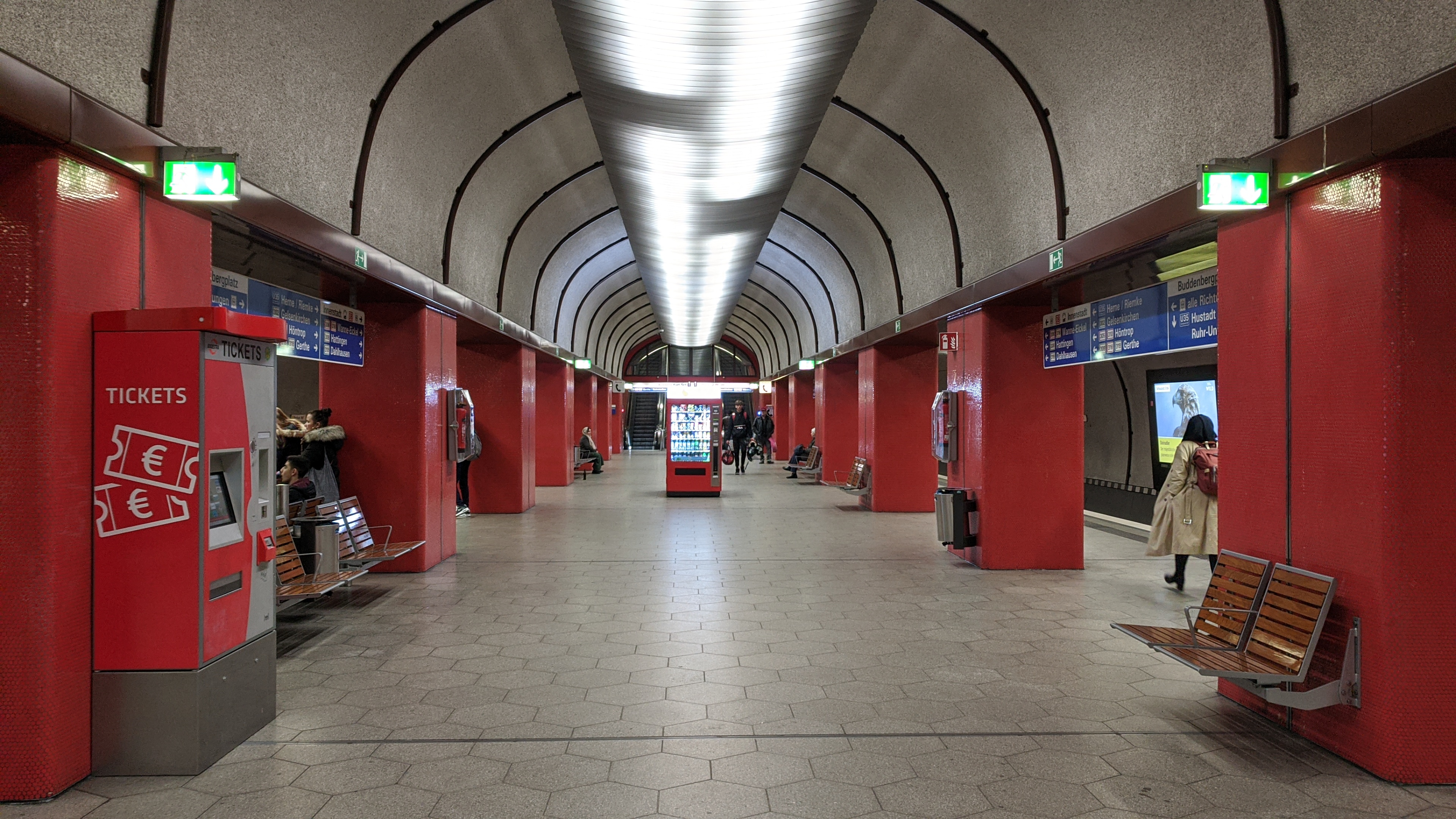
ボーフム中央駅（Bochum Hauptbahnhof）の地下ホーム
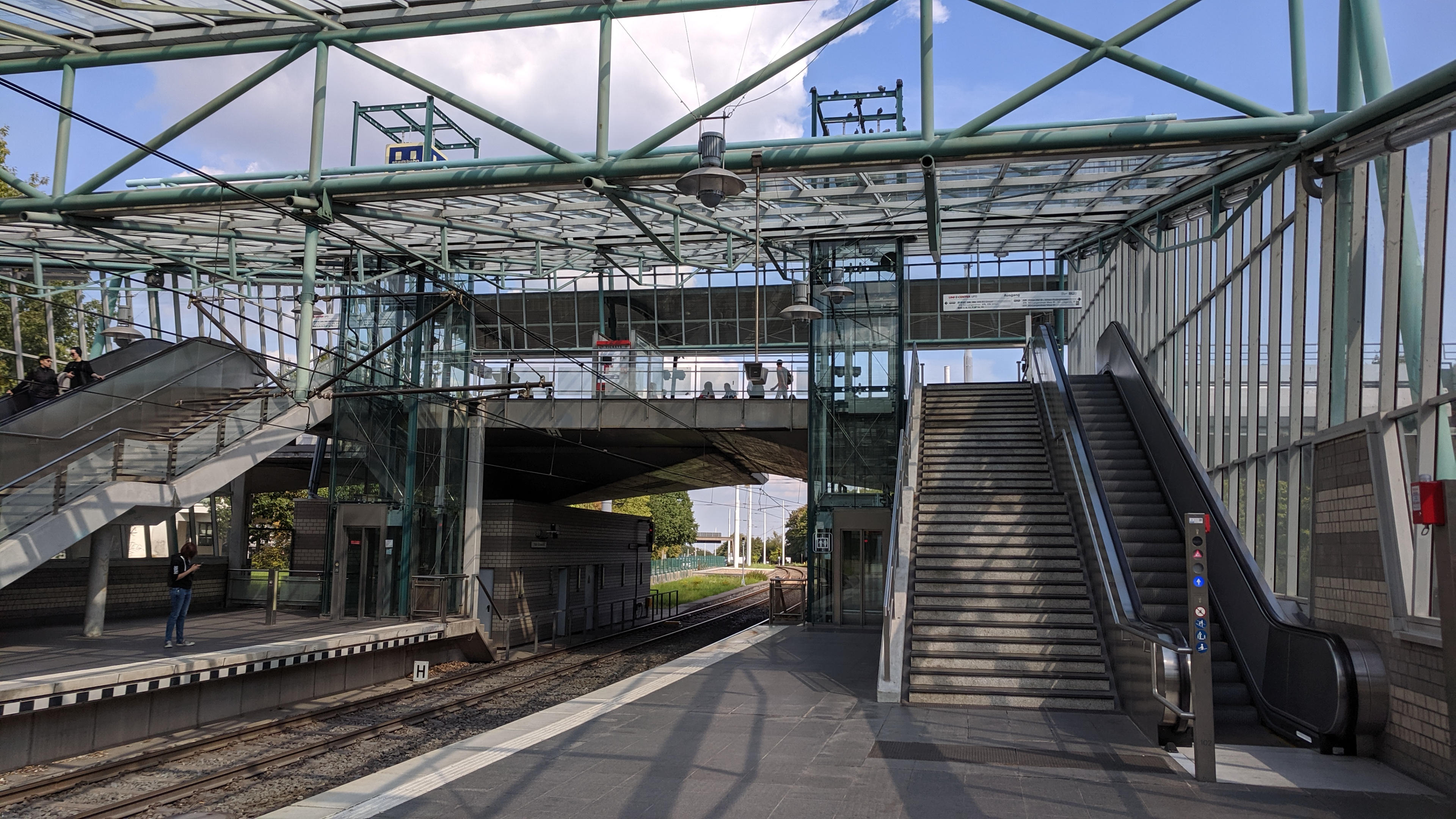
地上駅のルール大学駅（Ruhr-Universität）

## 車両
2019年現在、U35号線では以下の2形式の連接式電車が使用されている。輸送力を確保するため、同年現在全列車とも連接車を繋いだ2両編成で運行している。

### B80D

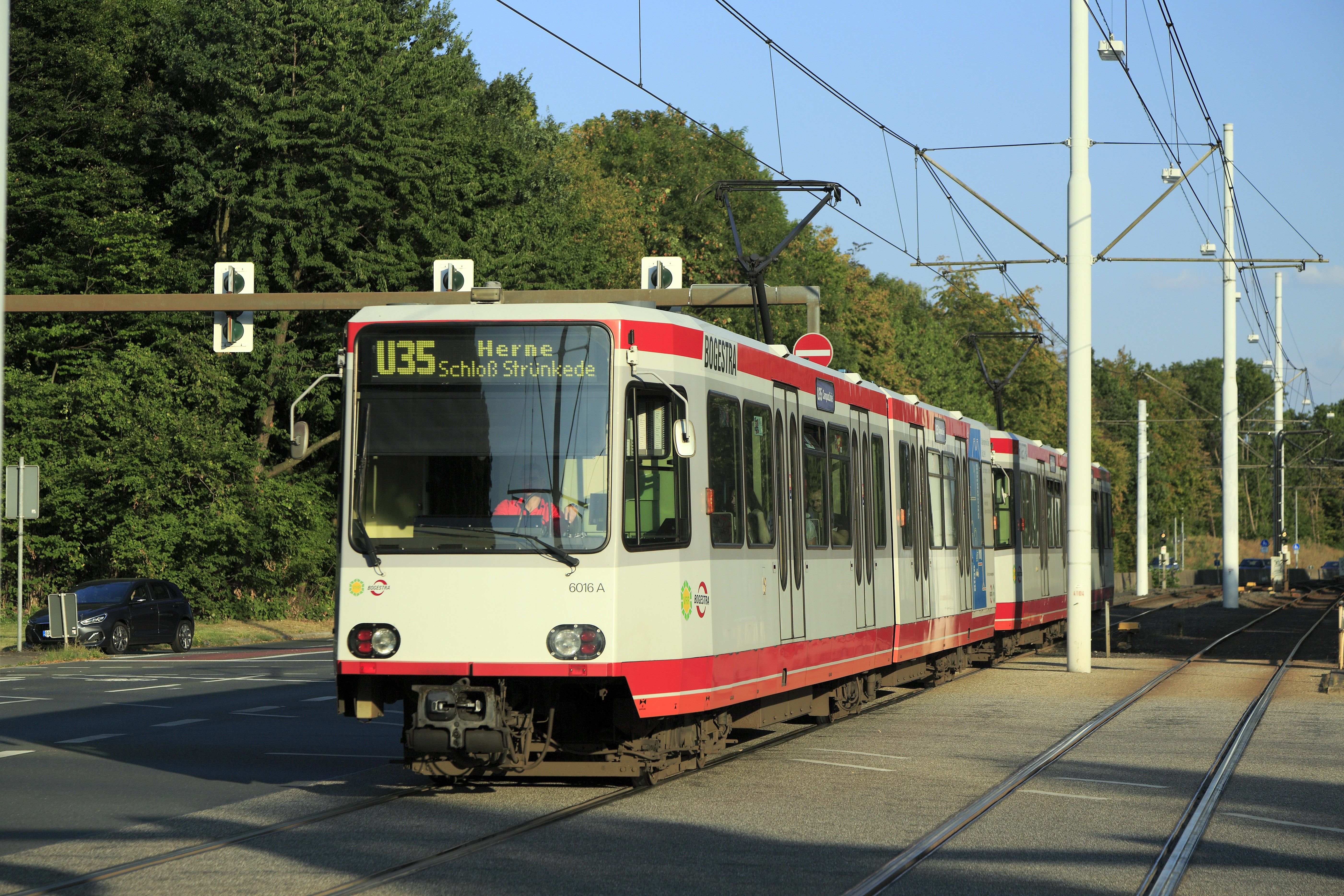
B80D（2018年撮影）

U35号線の開通に合わせて導入された、デュワグ製のシュタットバーン向け2車体連接車。形式名の「80D」は「最高速度80 km/h、VVVFインバータ制御方式（Drehstromantrieb）」を意味する。開通に向けて1988年から1989年に13両（6001 - 6013）が導入された後、1993年の延伸時に12両（6014 - 6025）が増備された。2021年以降、シュタッドラー・レールによる内装や運転台、主電動機、制御装置など主要機器など各部の大規模な更新が計画されており、合わせて塗装も変更される。

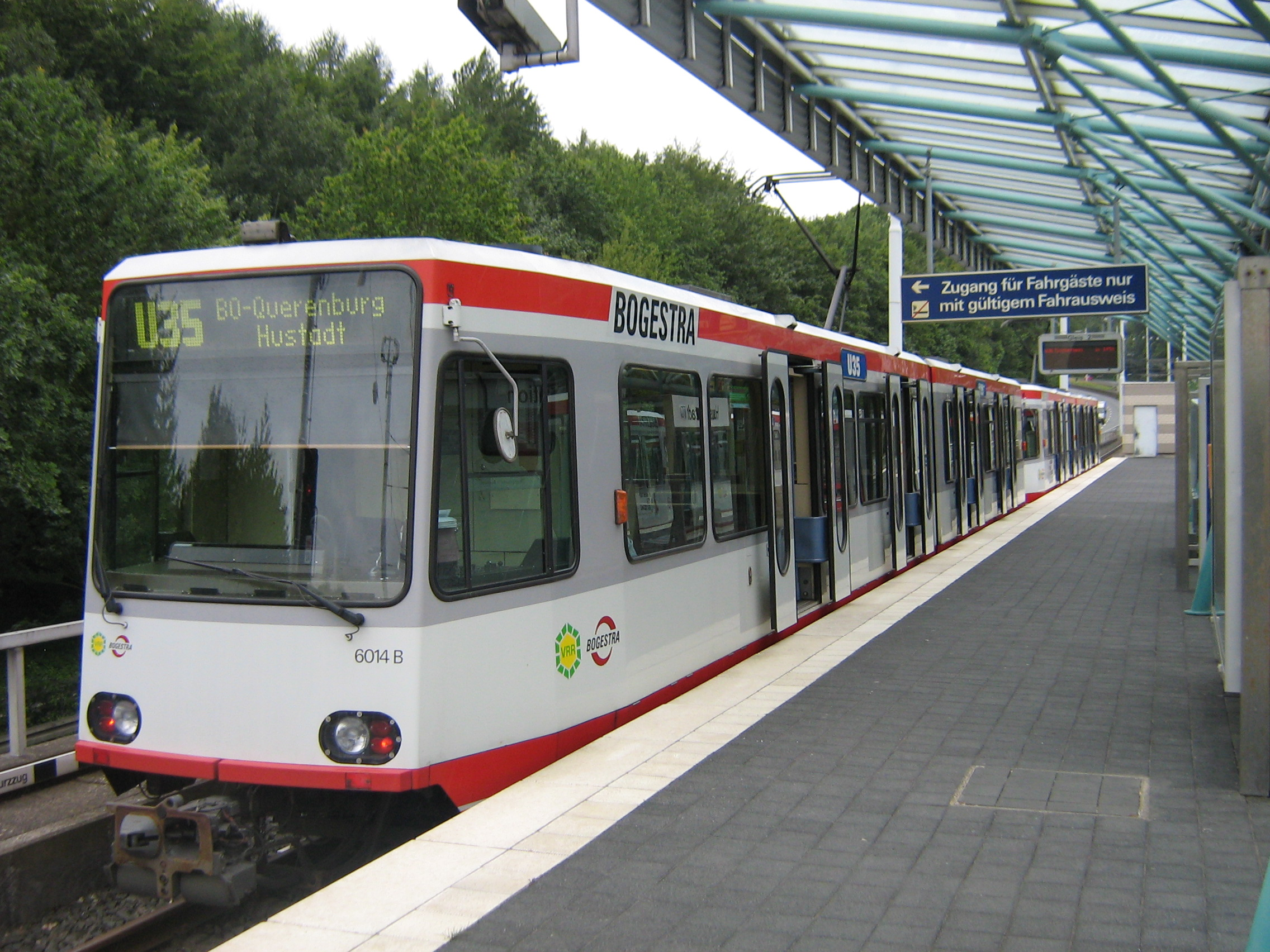
地上駅に停車するB80D（2007年撮影）
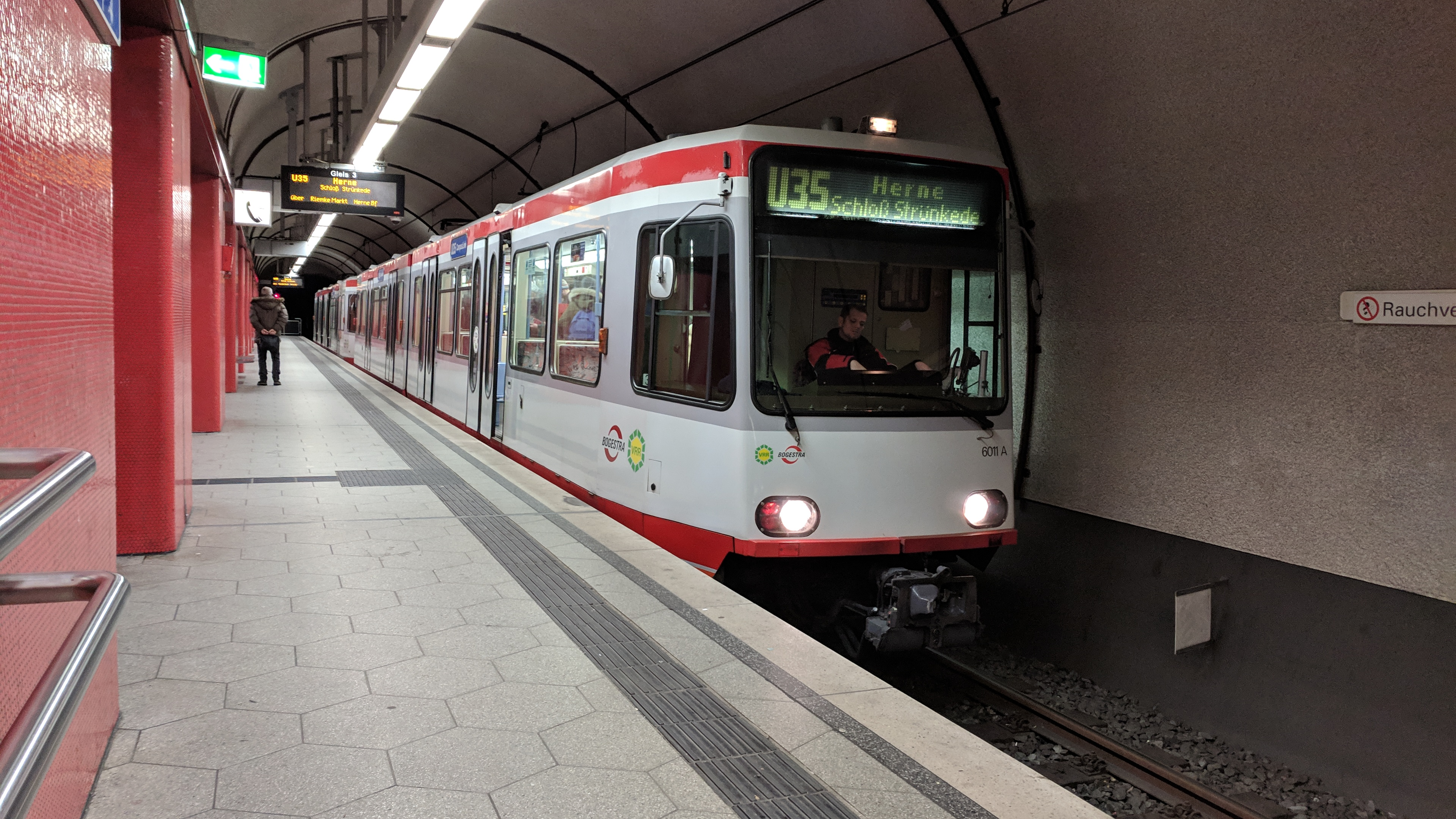
地下駅に停車するB80D（2019年撮影）
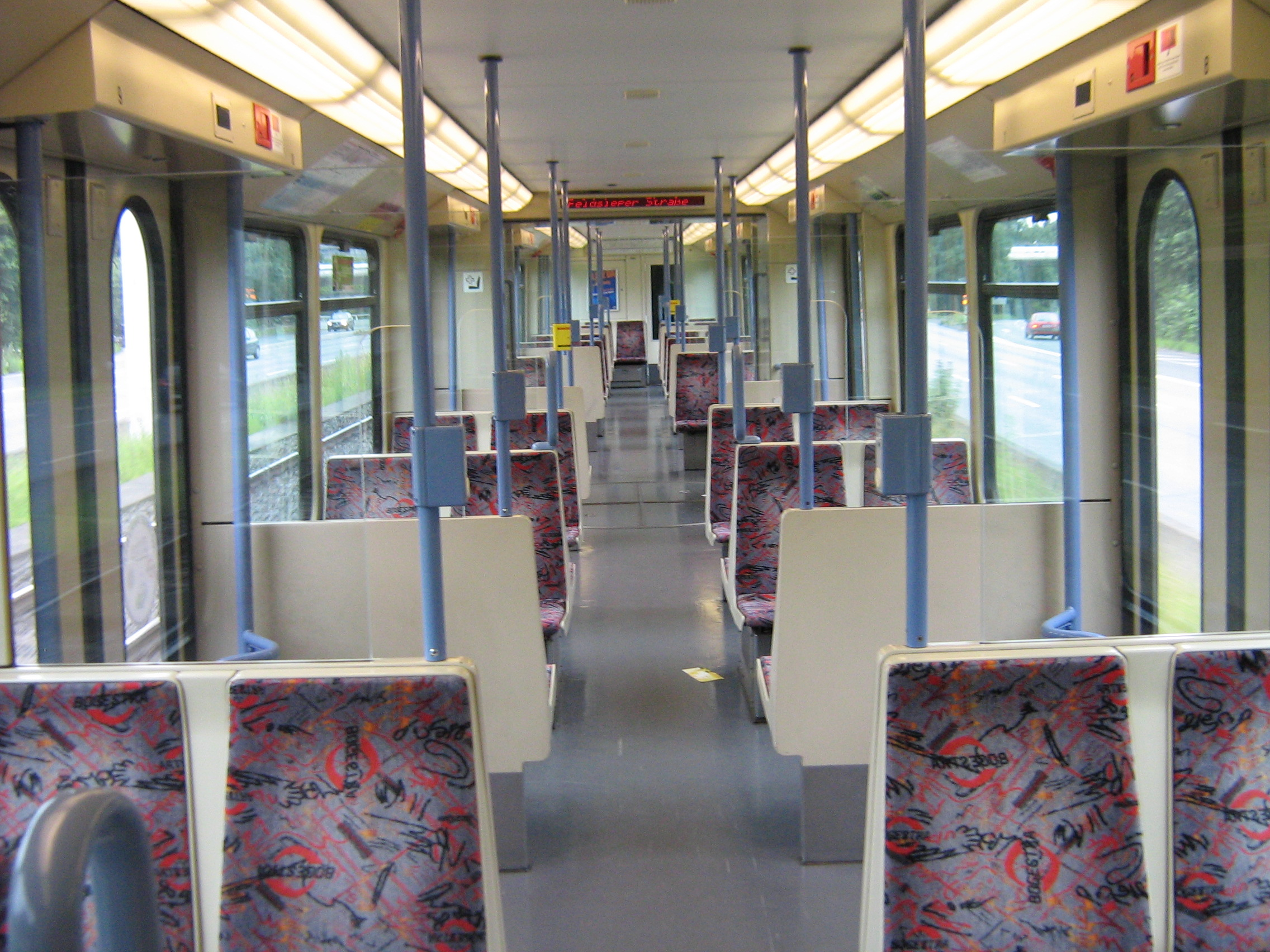
車内（2007年撮影）

### タンゴ

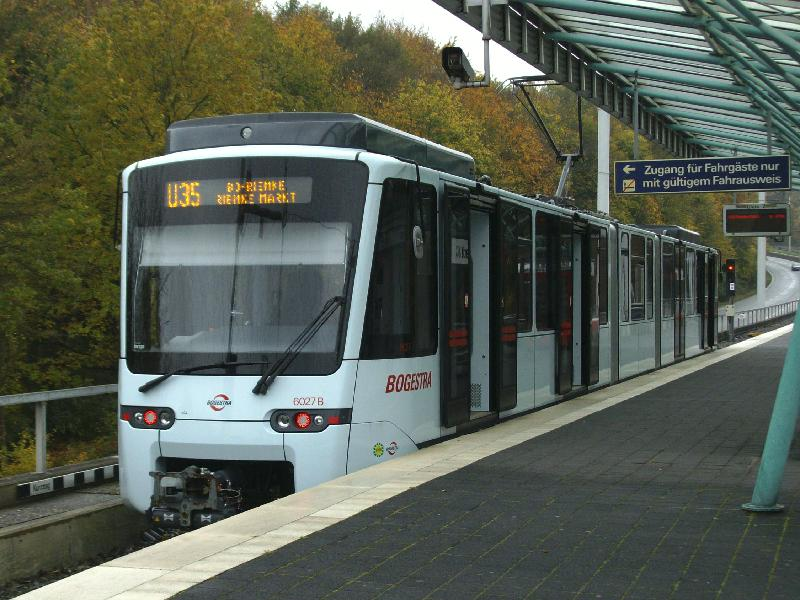
タンゴ（2008年撮影）

タンゴ（Tango）は、スイスの鉄道車両メーカーであるシュタッドラー・レールが展開している路面電車や地下鉄、シュタットバーン向けの電車ブランドである。その中でボーフム・シュタットバーンで使用されているのは両運転台の3車体連接車で、U35号線の線形条件に合わせた高床式車両となっている。列車本数の増加に合わせ2007年から営業運転を開始した6両（6026 - 6031）に加え、2019年には更に6両の発注が行われており、これらは2021年から導入される予定である。また、ボーフム・シュタットバーン向けのタンゴはデザイン性が高く評価され、2006年にiFデザイン賞を獲得している。

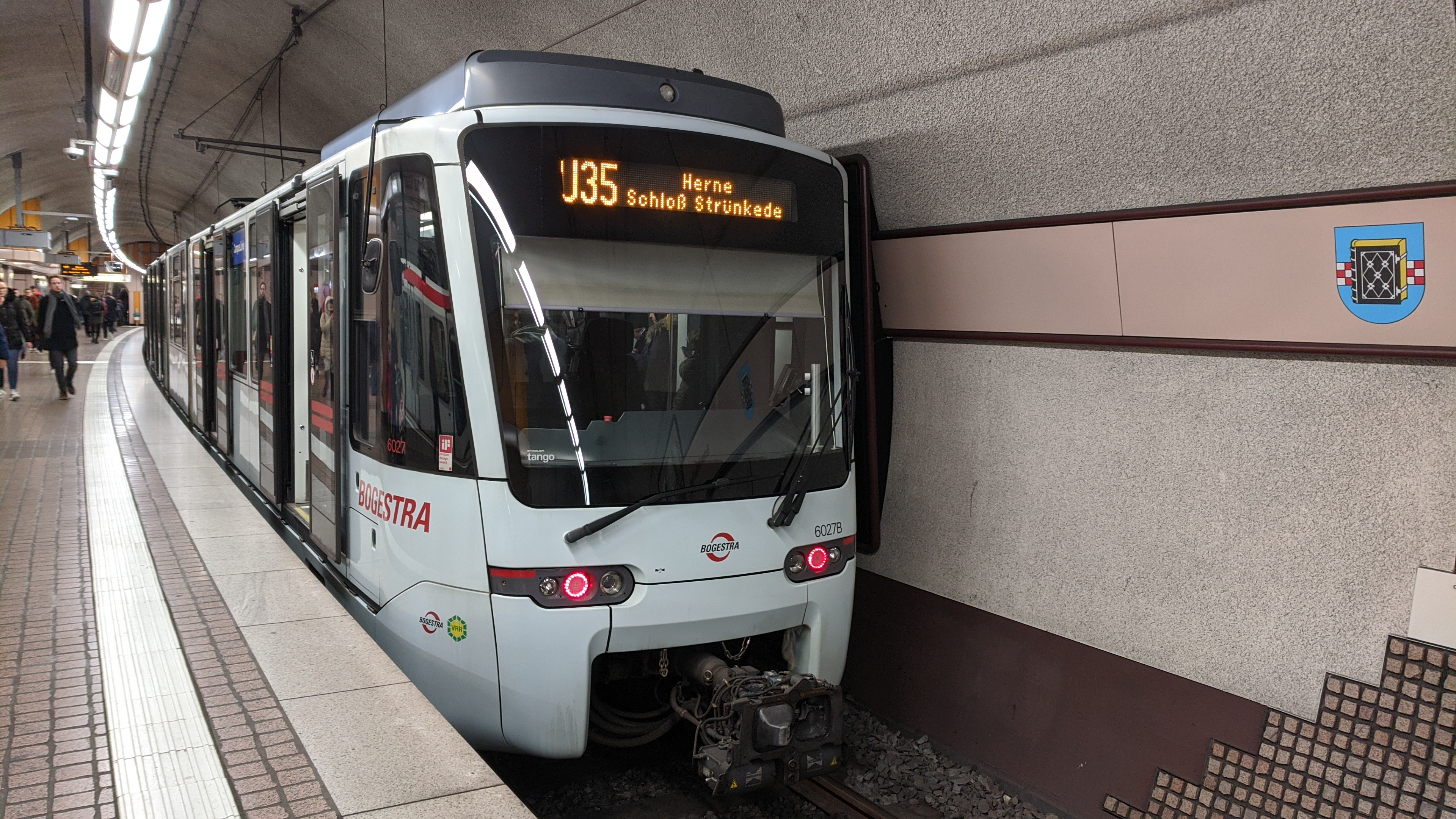
地下駅に停車するタンゴ（2020年撮影）
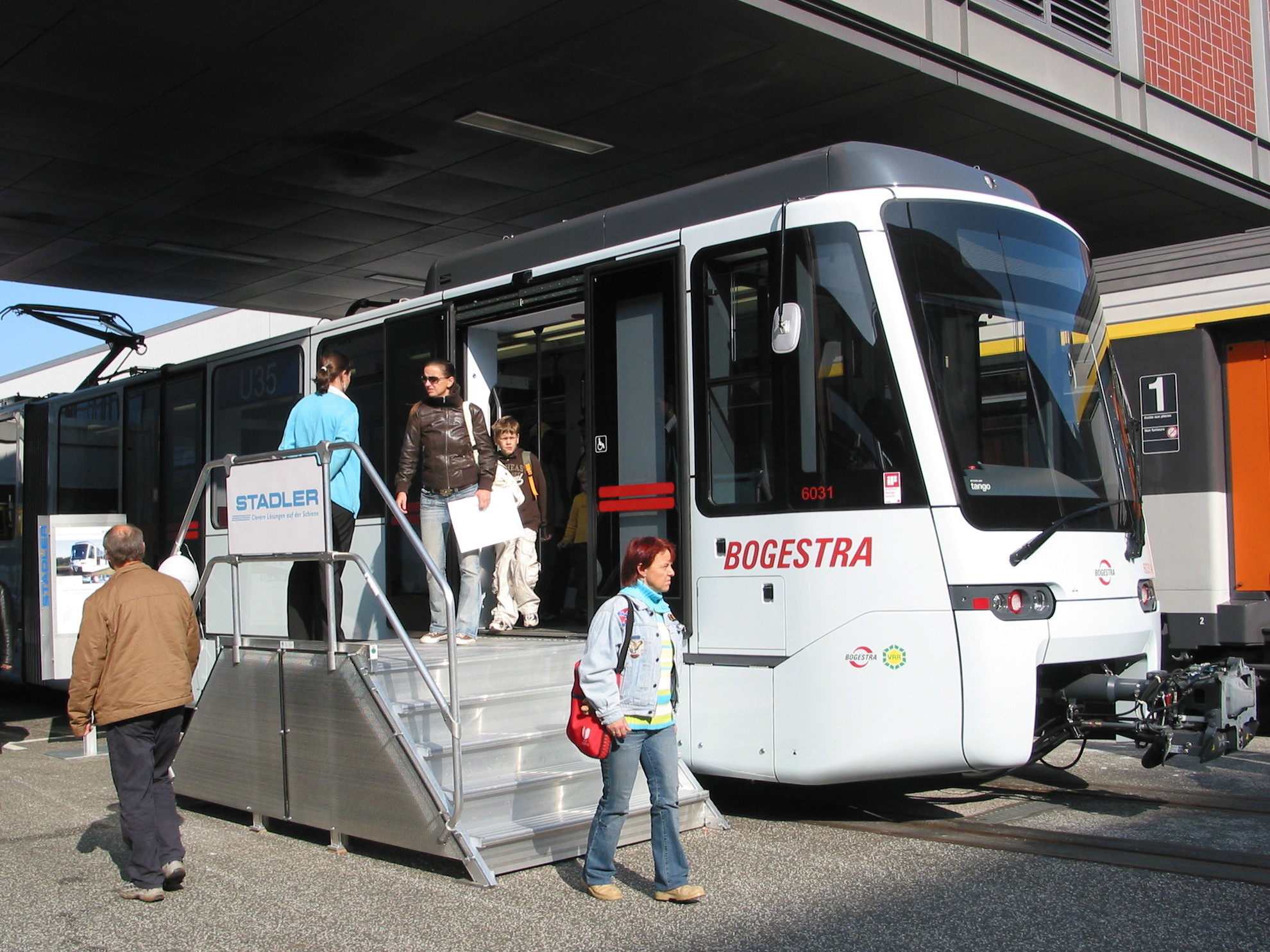
イノトランスで展示されたBOGESTRA向けタンゴ（2008年撮影）

| タンゴ 主要諸元            | タンゴ 主要諸元 | タンゴ 主要諸元 | タンゴ 主要諸元 | タンゴ 主要諸元 | タンゴ 主要諸元                   |      |
| 製造年                     | 総数            | 車両番号        | 軌間            | 編成            | 参考                              | 参考 |
| -------------------------- | --------------- | --------------- | --------------- | --------------- | --------------------------------- | ---- |
| 2007,21                    | 12両(予定)      | 6026-           | 1,435mm         | 3車体連接車     | [ 1 ] [ 15 ] [ 16 ] [ 18 ] [ 19 ] |      |
| 全長                       | 全幅            | 全高            | 床上高さ        | 車輪径          | 重量                              |      |
| 28,200mm                   | 2,650mm         | 3,650mm         | 1,000mm         | 740mm           | 38.3t                             |      |
| 最高速度                   | 着席定員        | 折り畳み座席数  | 立席定員        | 主電動機出力    | 出力                              |      |
| 70km/h                     | 60人            | 6席             | 109人           | 125kw           | 500kw                             |      |
| 備考                       |                 |                 |                 |                 |                                   |      |
| 定員数は乗客密度6人/m2時。 |                 |                 |                 |                 |                                   |      |

## その他

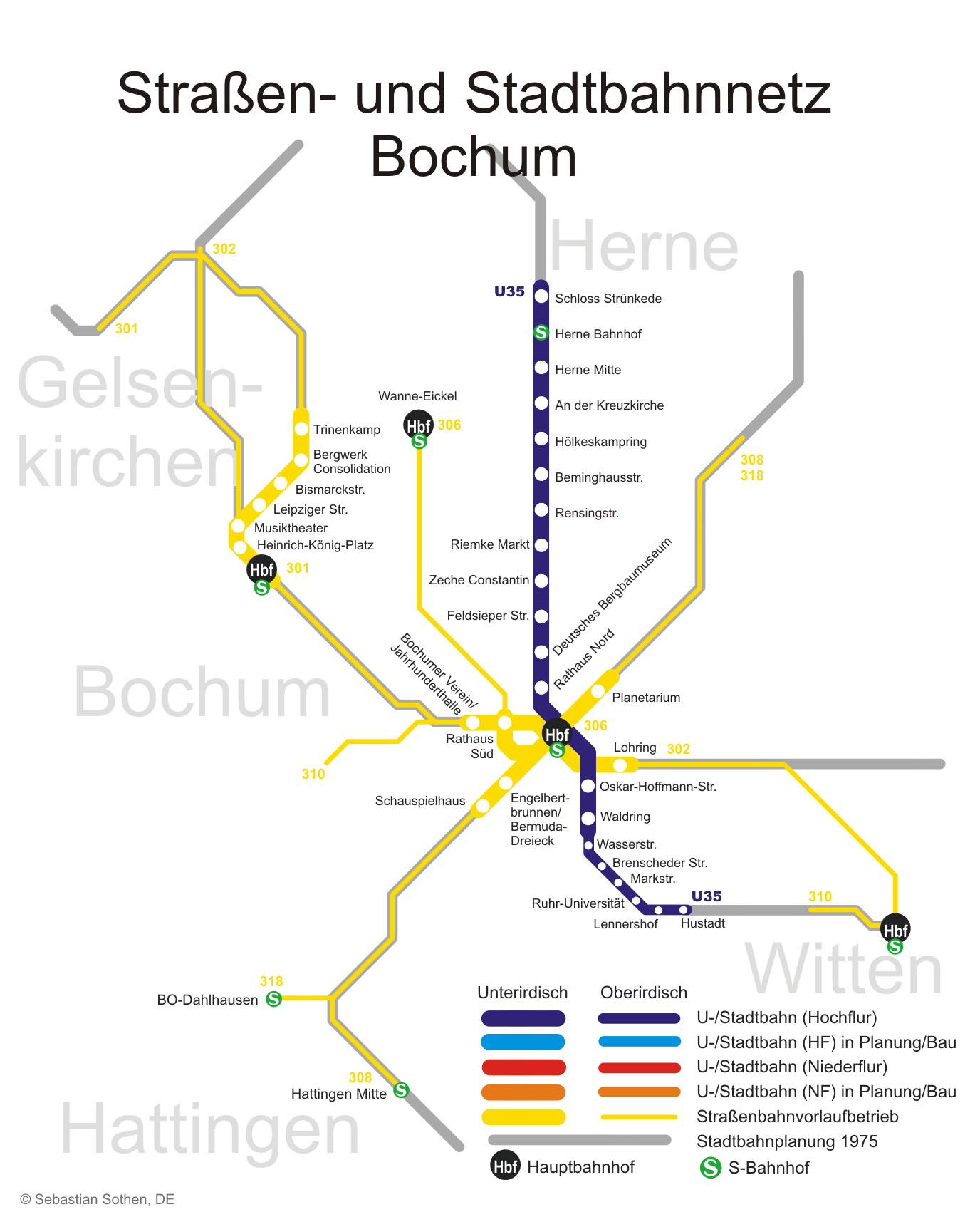
ボーフム、ゲルゼンキルヒェンにおける地下区間の路線図
黄色（路面電車）・青色（シュタットバーン）の太線が地下区間である

BOGESTRAが運営する路面電車であるボーフム/ゲルゼンキルヒェン市電のうち、ボーフムやゲルゼンキルヒェン中心部の路線については1979年から2006年にかけて地下化（シュタットバーン化）が行われ、路面電車の系統内の区間として運用が行われている。また、ゲルゼンキルヒェンにある一部の地上区間にはエッセン市内からエッセン・シュタットバーンが乗り入れている。

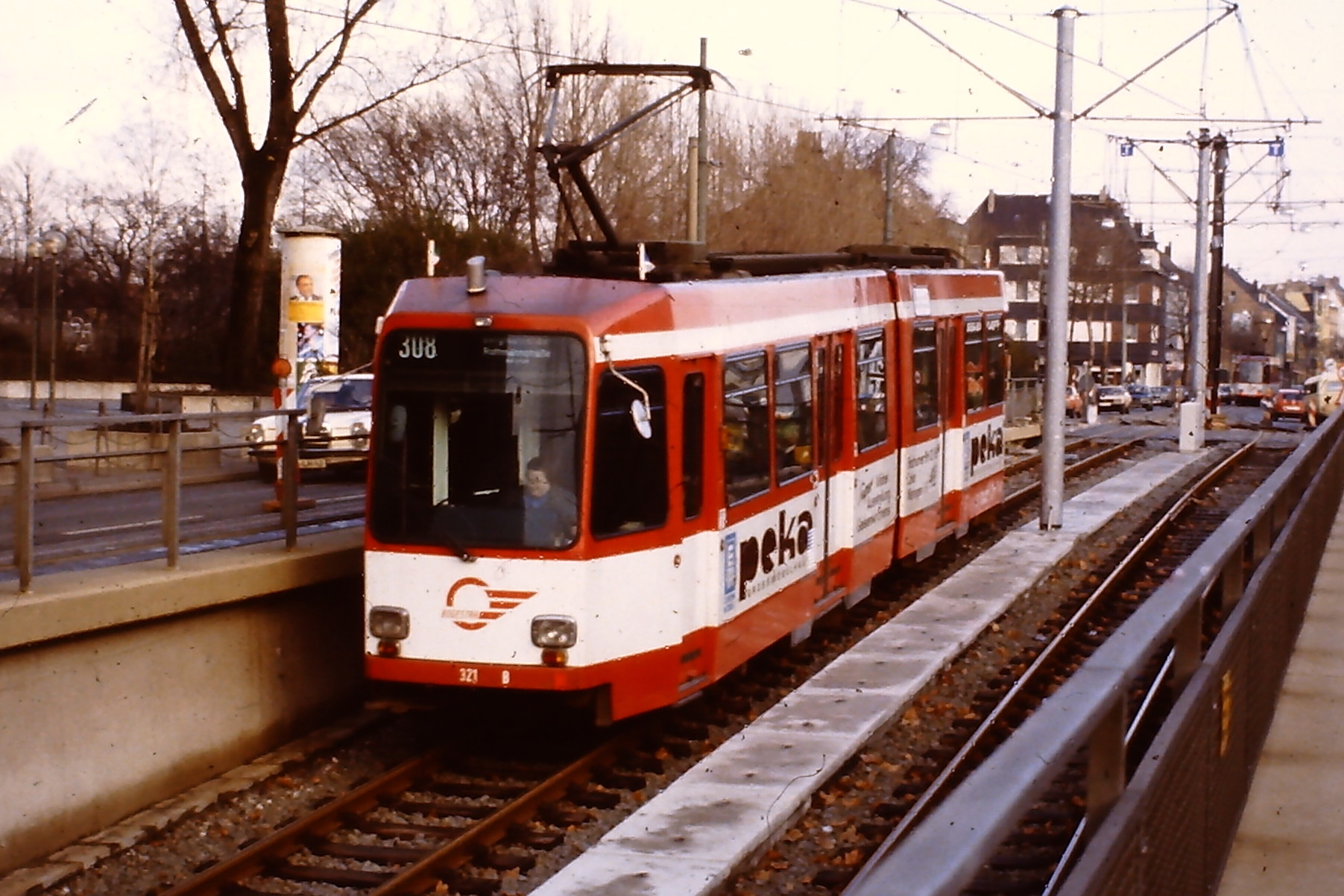
地下のトンネルへ向かうランプ（勾配区間）を走る路面電車（1981年撮影）
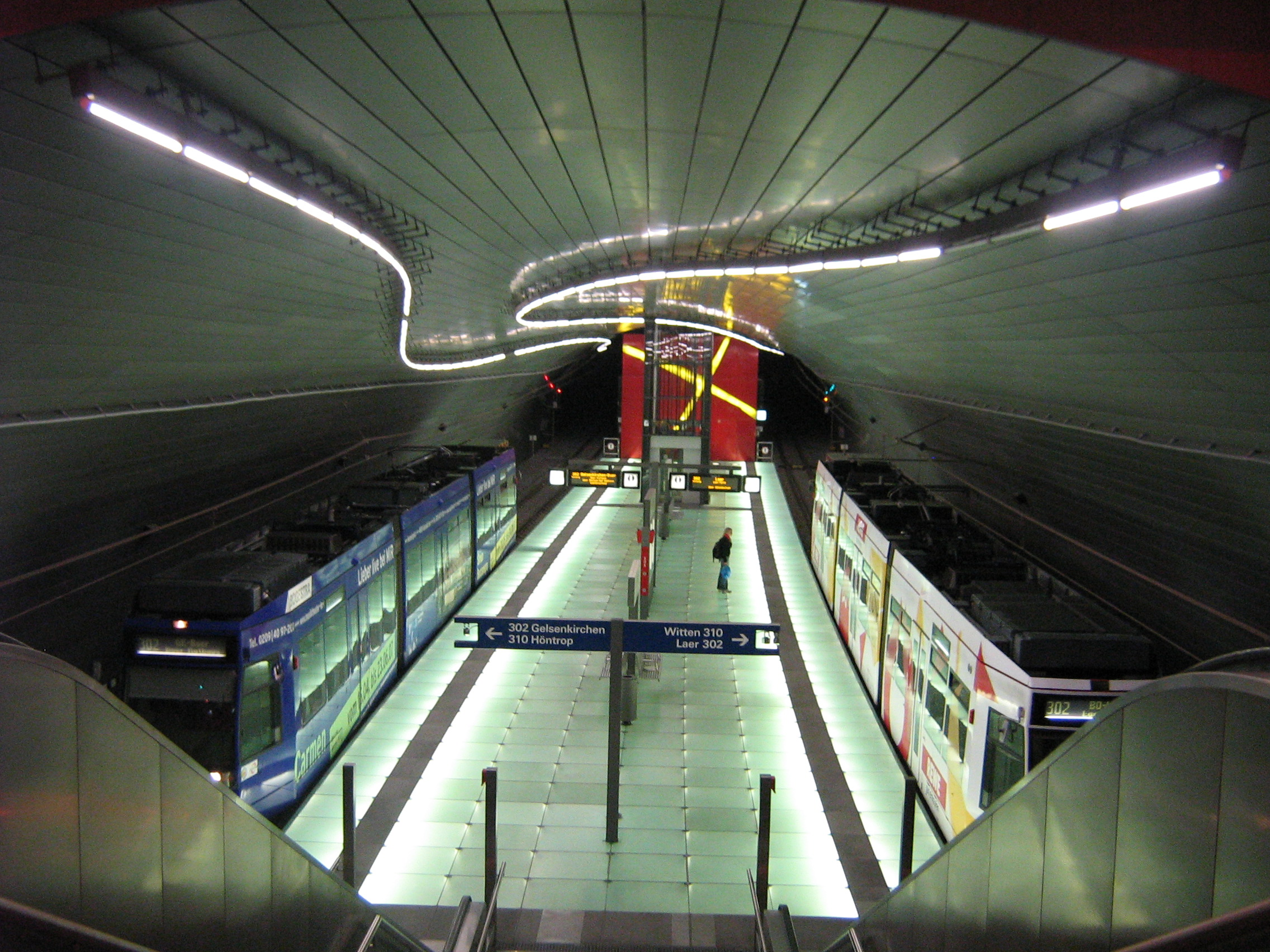
地下駅に停車する路面電車（2007年撮影）